# ソチ川
ソチ川 (ソチがわ、ロシア語: Сочи Soči, アブハズ語: Шәача Š°ača IPA: [ʃʷatɕʰa], アディゲ語: Шъачэ, ウビフ語: Шьача) は、ロシア連邦クラスノダール地方ソチを流れる河川である。この川は長さ45km、流域面積296km²である。水源は大カフカース山脈でここから南西に流れてソチで黒海に注ぐ。主な支流はウシュカ川 (Ушха) 、アッツ川 (Ац) 、アグヴァ川 (Агва) とアジャク川 (Ажек) である。